# Special Olympics Madagaskar
Special Olympics Madagaskar (englisch: Special Olympics Madagascar) ist der madagassische Verband von Special Olympics International, der weltweit größten Sportbewegung für Menschen mit geistiger Beeinträchtigung und Mehrfachbeeinträchtigung. Ziel ist die sportliche Förderung dieser Personengruppe und die Sensibilisierung der Gesellschaft für sie. Außerdem betreut der Verband die madagassischen Athletinnen und Athleten bei den Special Olympics Wettbewerben.

## Geschichte
Special Olympics Madagaskar wurde 2018 mit Sitz in Antananarivo gegründet.

## Aktivitäten
2016 waren 463 Athletinnen, Athleten und Unified Partner sowie 13 Trainer bei Special Olympics Madagaskar registriert.
Der Verband entwickelte 2020 seine Mitarbeit an den Programmen Athlete Leadership, Healthy Athletes, Young Athletes, Family Health Forums und Family Support Network, die von Special Olympics International ins Leben gerufen worden waren.

### Sportarten
Folgende Sportarten wurden 2019 vom Verband angeboten:
- Badminton (Special Olympics)
- Leichtathletik (Special Olympics)

### Teilnahme an Weltspielen vor 2020
• 2019 Special Olympics, World Summer Games, Abu Dhabi (4 Athletinnen und Athleten)

### Teilnahme an den Special Olympics World Summer Games 2023 in Berlin
Special Olympics Madagaskar nahm an den Special Olympics World Summer Games 2023 teil. Die Delegation wurde vor den Spielen im Rahmen des Host Town Program zusammen mit Special Olympics Kamerun von Halberstadt betreut. Das Team gewann bei diesen Weltspielen eine Bronzemedaille.